# Storia del Portogallo
La storia del Portogallo, come nazione europea e atlantica, ha le sue origini nell'alto Medioevo. Tra il Quattrocento e il Cinquecento il Portogallo diventò una potenza mondiale, poiché riuscì a formare un vasto impero marittimo che andava dal Sudamerica, all'Africa e all'Australasia. Nei due secoli successivi il Portogallo perse la maggior parte della sua ricchezza e delle sue colonie in favore degli olandesi, degli americani e dei francesi. I primi segni della decadenza portoghese si videro con l'incorporazione del Portogallo nell'Unione iberica alla fine del XVI secolo. Nel 1755 a Lisbona ci fu un grave terremoto che causò un maremoto e un incendio che distrussero quasi completamente la città. Agli inizi dell'Ottocento il Portogallo fu invaso dalle truppe napoleoniche.
Nel 1822 il Brasile ottenne l'indipendenza. Tra l'Ottocento e il Novecento più di due milioni di portoghesi emigrarono all'estero; le destinazioni preferite furono il Brasile e il Nordamerica. Nel 1910 ci fu una rivoluzione che depose il monarca ed instaurò una repubblica. Tuttavia il nuovo regime repubblicano fu molto instabile, così si arrivò a un colpo di Stato militare nel 1926, che insediò al potere António de Oliveira Salazar. La dittatura rimase al potere fino al 1974 quando venne rovesciata da un nuovo colpo di Stato dei militari, ad orientamento socialdemocratico. Il nuovo governo promosse riforme democratiche e concesse l'indipendenza alle colonie africane. Il Portogallo è membro fondatore della NATO, dell'OECD e dell'EFTA. Nel 1986 entrò a far parte della Comunità europea.

## Cronologia
- I millennio a.C.: i lusitani, popolazione di origine indoeuropea, conquistano e popolano la regione corrispondente all'odierno Portogallo.
- I secolo: nonostante la forte resistenza incontrata, i romani riescono a conquistare il Paese.
- 409: nella penisola iberica arrivano alcuni popoli di origine germanica (Vandali e Svevi) ma anche non germanica (Alani), che, nel 411 vengono foederati dai Romani, e gli vengono assegnati, oltre che la (provincia) Betica, anche la Lusitania e la Gallaecia (una loro parte costituisce l'odierno Portogallo).
- Tra il 412 ed il 416: arrivarono anche i Visigoti, foederati dei Romani e assegnati nella Gallia e nella parte orientale della Tarraconense. i Visigoti, negli anni successivi, per conto dell'Impero romano, annientano gli Alani ed in parte i Vandali, che vengono spinti nella Betica.
- Nel 429: dopo la partenza dei Vandali per il Nordafrica, gli Svevi ampliano il loro regno, che ormai comprende sia la Lusitania che parte della Gallaecia e che verso il 550, nel momento di massima espansione, oltre all'attuale Portogallo (escluso l'Algarve), comprende anche le province spagnole della Galizia, parte del León e delle Asturie e dell'Estremadura.
- Verso il 465: gli Svevi, che per la maggior parte sono pagani, abbracciano l'arianesimo.
- Alla metà del VI secolo: durante il regno di Carriarico e durante il regno del successore, Teodemaro, anche per l'influenza di san Martino, vescovo di Braga, dal 561 il popolo svevo si converte al cattolicesimo.
- Nel 585: Andeca, l'ultimo re degli Svevi, viene sconfitto e rinchiuso in un monastero; il regno svevo diventa una provincia del re dei Visigoti, Leovigildo.
- Nel 589: il popolo visigoto (in massima parte ariano), seguendo come di consueto la decisione del re, in questo caso Recaredo, si converte al cristianesimo.
- All'inizio del VII secolo: poco dopo la conversione al cristianesimo, iniziano le persecuzioni antiebraiche, che nel corso del secolo si intensificano, facendo in modo che gli Ebrei durante l'invasione araba del 711, si schierino a fianco degli invasori.
- Nel corso del VII secolo: i vari re visigoti lottano per rafforzarsi ed imporre una successione dinastica in opposizione al sistema elettivo, fin qui seguito e tutte le decisioni vengono ufficializzate al concilio di Toledo (se ne tennero diciotto).
- Tra il 711 ed 713: il regno dei Visigoti cade a seguito della conquista effettuata dai Mori guidati dagli Arabi che lo terranno per circa cinque secoli.
- Nel 798: Alfonso II delle Asturie conquista (temporaneamente) Lisbona e, negli anni seguenti, grazie alle sue vittorie contro i musulmani consolida la sua presenza in Galizia, ed inizia l'insediamento nel nord del Portogallo.
- Seconda metà del secolo VIII: Ordoño I, imposta una politica di ripopolamento della regione a nord del fiume Duero, nell'odierno Portogallo, ottenendo buoni risultati, arrivando sulla sponda destra del fiume.
- Nell'868: arrivato al fiume Duero, Alfonso III delle Asturie continua la politica di ripopolamento del padre e fonda una contea che prende il nome della cittadina di Porto, appena conquistata, che si trova alla foce del fiume, Portucale. La contea è affidata a Vímara Peres, il primo dei conti (saranno tutti della casa di Vímara Peres) del Portogallo, che sono vassalli del regno delle Asturie, e poi lo saranno del regno di León.
- Nell'878: viene conquistata la città di Coimbra e la frontiera con al-Andalus viene portata al fiume Mondego, e Coimbra, per la sua posizione di cerniera tra il mondo cristiano e quello musulmano, è creata in contea autonoma da Hermenegildo Gutiérrez (Hermenegildo Guterres in portoghese).
- Nel 926: mentre Sancho Ordóñez governa il nord della Galizia sino al fiume Minho, attribuendosi il titolo di re di Galizia, Ramiro, il futuro re del León, Ramiro II, governa, sino al 931, il sud della Galizia, dal fiume Minho al confine con al-Andalus, come re del Portogallo.
- Tra il 975 e l'anno 1000: Almanzor fu hajib del califfo di Cordova, la Reconquista arretra in tutti gli stati cristiani e per ciò che concerne il Portogallo il confine arretra al fiume Duero (le città di Coimbra e Viseu sono perse).
- Nella seconda metà del secolo XI: viene ricostituita la contea di Coimbra, dopo che il re di Castiglia e León, Ferdinando I, nel 1064, l'ha rioccupata riportando il confine, con al-Andalus, sino al fiume Mondego; la contea di Coimbra poco dopo viene integrata nel contado Portucalense.
- Nel 1071: l'ultimo conte del Portogallo della casa di Vímara Peres, Nuno Mendes, è sconfitto e ucciso dal re di Galizia, García I di Galizia, che lo occupa, ma l'anno dopo il Portogallo è annesso al regno di León, da Alfonso VI.
- Nel 1093: Alfonso VI concede la contea del Portogallo a Enrico di Borgogna, promesso sposo di Teresa, figlia naturale di Alfonso VI.
- Dopo la morte di Enrico di Borgogna (1112) diviene contessa la moglie, Teresa di León, che, nel 1126, tenta inutilmente di rendersi indipendente dal regno di León.
- Nel 1128: il figlio di Teresa, Alfonso Henriquez, dopo aver sconfitto la madre a San Mamede, vicino a Guimarães, si impossessa della contea del Portogallo e non si riconosce vassallo del re di León Alfonso VII.
- Nel 1137: Alfonso Henriquez è costretto, con la pace di Tui, a fare atto di sottomissione al cugino il re di León e Castiglia, Alfonso VII.
- 1143: a Zamora, è sancita la pace; di fronte al legato del papa Innocenzo II, in cambio della signoria di Astorga, Alfonso VII riconosce al cugino, Alfonso Henriquez, il titolo di re del Portogallo (Alfonso I del Portogallo), che già dal 1139, dopo una vittoria sui Mori, ad Ourique, inizia a considerarsi re del Portogallo, mentre Alfonso VII, dal 1140 (tregua di Valdevez), dopo la sconfitta in battaglia, non annovera più il Portogallo tra i suoi possedimenti.
- 1147: Alfonso I conquista definitivamente Lisbona
- 1179: papa Alessandro III, in una bolla, per la prima volta, riconosce Alfonso I re del Portogallo.
- 1189: Sancho I del Portogallo inizia la conquista dell'Algarve.
- Luglio del 1212: Alfonso II del Portogallo invia un contingente di truppe portoghesi che assieme agli eserciti cristiani di Aragona, Castiglia e Navarra, sconfigge le truppe musulmane degli Almohadi nella battaglia di Las Navas de Tolosa.
- 1245: al Concilio di Lione, il papa Innocenzo IV proclama tutore del reame Alfonso, fratello del re Sancho II del Portogallo. Alfonso marcia su Lisbona (1246), che gli apre le porte e Sancho II, nel 1247, va in esilio. Dopo la sua morte, nel 1248, Alfonso succede al fratello con il titolo di Alfonso III del Portogallo.
- Tra il 1249 ed il 1250: Alfonso III completa l'occupazione dell'Algarve, portando a termine la liberazione del Portogallo dall'occupazione dei Mori.
- Nel 1290: Dionigi del Portogallo fonda, a Lisbona, la prima Università portoghese. In seguito, l'Università, nel 1308, è trasferita a Coimbra.
- 1319: Dionigi fonda l'Ordem de Cristo (Ordine del Cristo), che incamera tutte le proprietà dell'ordine dei templari, ordine soppresso da papa Clemente V (1312).
- Primi decenni del XIV secolo: Dionigi sostituisce il portoghese al latino nelle procedure giudiziarie e traduce il codice reale castigliano, las Siete Partidas, in portoghese.
- 1356: guerra civile tra il re, Alfonso IV del Portogallo ed il figlio Pietro, a causa dell'assassinio di Inés de Castro.
- Tra il 1369 ed il 1373: Ferdinando del Portogallo, considerando, Enrico II di Trastamara, usurpatore del trono di Castiglia, ne pretende il trono, fa la guerra ad Enrico, ma ne esce sconfitto. Nel 1382, attacca il successore di Enrico II, Giovanni I di Trastamara, con cui si accorda.
- 1383: reggenza della regina madre, Eleonora Telles de Menezes, che dà inizio al periodo conosciuto come "crisi del 1383-1385" o "interregno portoghese".
- 1385: Giovanni I di Aviz è proclamato re dalle cortes e porta a termine, vincendola la guerra contro la Castiglia di Giovanni I di Trastamara, che pretende il trono del Portogallo per conto della moglie, Beatrice del Portogallo.
- 1415: Giovanni I di Aviz conquista ed occupa permanente Ceuta.
- 1418: inizia l'opera del figlio di Giovanni I di Aviz, Enrico il Navigatore, che in oltre quarant'anni, porterà le navi portoghesi a scoprire buona parte della costa atlantica dell'Africa e molte isole e arcipelaghi dell'oceano Atlantico, a nord dell'equatore.
- 1437: Edoardo del Portogallo attacca Tangeri, ma è un insuccesso, il fratello più giovane di Duarte, Ferdinando d'Aviz, è catturato e muore in prigionia a Fes.
- 1438-1448: reggenza per conto di Alfonso l'Africano, prima della madre, Eleonora e poi dello zio, Pietro d'Aviz, duca di Coimbra.
- 1446: Alfonso V l'Africano emana le Ordinaçoes Alfonsinas, con cui riformula in lingua portoghese il diritto giustinianeo e canonico, che sarà ulteriormente rinforzato dalle Ordinaçoes Manuelinas (1521) di Manuele I del Portogallo e dalle Ordinaçoes Filipinas (1603) di Filippo I del Portogallo.
- 1461: Alfonso V continua le esplorazioni della costa africana anche dopo la morte dello zio Enrico il Navigatore (1460) e, verso il 1470, viene attraversato l'equatore.
- 1471: Alfonso V l'Africano conquista definitivamente Tangeri.
- 1488: Bartolomeo Diaz, doppia il Capo di Buona Speranza, ed è il primo europeo a navigare l'Oceano Indiano, provenendo da sud.
- 1494: Giovanni II del Portogallo e Ferdinando II d'Aragona, raggiungono un accordo, e con il Trattato di Tordesillas, dividono il mondo al di fuori dell'Europa in un duopolio esclusivo tra la Spagna ed il Portogallo.
- 1498: Vasco da Gama realizzando il viaggio, progettato da Giovanni II, arriva in India.
- 1500: Pedro Álvares Cabral scopre il Brasile per conto di Manuele I del Portogallo, che continua la penetrazione in Marocco.
- XVI secolo: a seguito delle scoperte geografiche, il Portogallo occupa territori in America e in Oriente, edificando un grande impero coloniale il cui commercio è gestito dal Consiglio d'Oltremare.
- 1578: la dinastia regnante si estingue con la morte senza eredi di Sebastiano I del Portogallo. Rimane Enrico il Cardinale, lo zio ecclesiastico, che gli succede.
- 1580: muore anche l'ultimo re della casa di Aviz, Enrico I del Portogallo.
- 1581: Filippo II d'Asburgo-Spagna invade il Portogallo e ne assume la corona, col titolo di Filippo I del Portogallo.
- 1640: dopo più di sessant'anni di dominazione spagnola e dopo una strenua resistenza, il paese riacquista la piena indipendenza, e il titolo di sovrano acquistato da Giovanni IV del Portogallo, della dinastia dei Braganza. Nel frattempo gli olandesi vanno impadronendosi delle sue colonie asiatiche.
- 1750-1777: il regno di Josè I coincide con l'età delle riforme illuministiche, compiute dal ministro Sebastiao Josè de Carvalho e Melo, marchese di Pombal: ricostruzione razionale di Lisbona; riforma del sistema scolastico ed universitario; fondazione di imprese di Stato. Il riformismo illuministico subisce un riflusso alla fine del XVIII secolo.
- 1807: il Portogallo è occupato dai francesi.
- 1815: il Congresso di Vienna restaura il regno del Portogallo, ponendo sul trono la dinastia dei Bragança nella persona di Maria I.
- 1820: con la rivolta di Porto ha inizio la Rivoluzione Liberale portoghese, che, estesasi a tutto il Paese, porterà all'approvazione di una costituzione nel 1822.
- 1822: il Portogallo perde la grande colonia americana del Brasile, proclamatasi indipendente; una serie di sommosse liberali induce il re Joao VI ad emanare una costituzione monarchica moderata. Gli intenti pacificatori di questo documento saranno vanificati ed esso verrà abolito.
- 1834: nuova costituzione. Essa non rasserena l'atmosfera politica del tempo, che verrà placata dopo la metà del XIX secolo.
- 1910: viene proclamata la repubblica, ponendo fine al regno della dinastia dei Braganza, iniziato nel 1640. L'ultimo re fu Manuele II.
- 1926: a sedici anni dalla proclamazione della Repubblica, il Paese subisce un colpo di Stato militare che lo porrà a partire dal 1933 sotto la dittatura di stampo fascista di António de Oliveira Salazar.
- 1967: viene approvato il nuovo Codice Civile, di impostazione pandettistica.
- 1968: disabilità di Salazar; gli succede Marcello Caetano.
- 1974: il crollo dell'impero coloniale travolge anche il regime. Con il colpo di Stato incruento del 1974 - la Rivoluzione dei garofani - il potere passa prima a una Giunta militare, poi - nel 1975 - ad un Consiglio della Rivoluzione.
- 1976: viene approvata una nuova costituzione che fa del Portogallo una Repubblica unitaria con a capo un Presidente, eletto ogni cinque anni.
- 1986: entra a far parte della Comunità europea

## Etimologia
Il nome del Portogallo deriva dal latino Portus Cale. Cale era il nome di un antico insediamento situato alle foci del fiume Duero. Attorno al 200 a.C. i romani iniziarono a conquistare la Penisola Iberica e durante questo processo, Cale venne rinominata Portus Cale. Durante l'alto Medioevo questa regione venne conosciuta dai Suebi e dai Visigoti come Portucale. In seguito il nome Portucale si evolse in Portugale e nel IX secolo questo termine venne usato in modo estensivo per indicare la regione tra il fiume Duero e il Minho. Dopo l'anno Mille Portugale iniziò a essere chiamato Portugal.
L'etimologia del nome Cale è sconosciuta. Alcuni storici pensano che la città sia stata fondata dai greci, altri pensano dai galizi, mentre altri ancora dai celti.

## Storia antica

### Preistoria e protostoria
La regione dell'attuale Portogallo, in età preistorica, venne abitata dal Homo neanderthalensis e dal Homo sapiens.
Agli inizi del primo millennio a.C. ci furono, in tutta la penisola iberica, ondate di immigrazioni di Celti provenienti dall'Europa centrale, i quali si mescolarono con le popolazioni autoctone. Tra le popolazioni preromane, si annoverano i Galleci, installati nel Portogallo settentrionale, i Lusitani stanziati nel Portogallo centrale, i Celti, che si insediarono nell'Alentejo ed infine i Cineti o Conii dell'Algarve. Assieme a queste popolazioni c'era una serie di tribù di piccole dimensioni.

### Lusitania romana e Gallaecia
La prima invasione romana della penisola iberica avvenne nel 218 a.C. In duecento anni l'intera penisola venne annessa al dominio di Roma. I Cartaginesi, i principali avversari di Roma, vennero cacciati dalla penisola iberica dopo la seconda guerra punica.
La conquista romana dell'attuale Portogallo venne conclusa dopo diversi decenni. Iniziò dalla parte meridionale, dove i romani trovarono popolazioni più malleabili: i Conii. Soffrirono invece una severa sconfitta nel 194 a.C., dove esplose una ribellione nel nord. I lusitani, e altre tribù autoctone, sotto la guida di Viriathus, strapparono il controllo di tutto il Portogallo. Roma inviò numerose legioni e i suoi migliori generali per domare la ribellione in Lusitania, ma senza successo, così i lusitani guadagnavano sempre più territorio. I capi romani decisero di cambiare strategia. Arrivarono a corrompere l'ambasciatore di Viriathus, il quale doveva uccidere il suo capo. Dopo l'assassinio di Viriathus, la resistenza lusitana si spense.
Roma installò un regime coloniale. Durante questo periodo la Lusitania iniziò a prosperare e molte delle attuali città vennero fondate proprio sotto la dominazione romana. Nel 27 a.C. la Lusitania ebbe lo status di provincia romana. In seguito venne formata, nella parte nordoccidentale della Penisola Iberica, anche la provincia della Gallaecia, con capitale Bracara (l'attuale Braga).

## Storia medievale

### Regni germanici
All'inizio del V secolo, alcune tribù germaniche, tra cui i Suebi, i Vandali e gli Alani, invasero la penisola iberica. Solo il regno dei Suebi riuscì a sopravvivere all'arrivo dei Visigoti, i quali conquistarono l'intera penisola iberica e cacciarono i Vandali e gli Alani. In seguito, verso la fine del VI secolo anche i Suebi furono integrati nel regno visigoto.

La penisola iberica nell'anno 476

Anche la tribù germanica dei Buri fu a fianco dei Suebi durante l'invasione della penisola iberica. I Buri si insediarono tra i fiumi Cávado e Homem, nella zona conosciuta in seguito come Terras de Boiro o Terras de Bouro.
Altre minori influenze di questo periodo comprendono alcuni insediamenti degli Alani, individuati in alcuni siti di Alenquer, Coimbra e Lisbona.

### Dominio arabo e Reconquista
Nel 711 i musulmani andalusi (soprattutto berberi, ma anche arabi), partendo dal Nordafrica iniziarono l'invasione della penisola iberica; in pochi anni riuscirono ad annientare il regno visigoto. Molti nobili visigoti, espulsi dalle loro terre, trovarono rifugio nelle Asturie, da dove miravano a riconquistare i territori perduti, questa guerra di riconquista è conosciuta, sia in spagnolo sia in portoghese come la Reconquista.
Nell'868 il conte Vímara Peres conquistò e governò la regione tra i fiumi Minho e Douro. Venne così formata la Contea di Portucale, primo nucleo del futuro Stato portoghese, e sebbene fosse formalmente dipendente dal Regno di León, la Contea, approfittando della debolezza del regno, guadagnava poco a poco la sua indipendenza de facto.

La Penisola iberica e le vittoriose campagne militari di Almanzor

Il Portogallo arrivò all'indipendenza de jure nel 1065, durante il regno di García II. A causa delle lotte feudali, i nobili portoghesi e galiziani si ribellarono. Nel 1072, sotto il regno di Alfonso VI, fratello di García II, la contea ritornò sotto il Regno di Castiglia e León.

### Affermazione del Portogallo
Nel 1095 il Portogallo si separò completamente dal regno di Galizia. I suoi territori, consistenti principalmente da montagne, brughiera e foresta, confinavano a nord con il Minho e a sud con Il Mondego.
Alla fine dell'XI secolo Enrico di Borgogna divenne conte del Portogallo. Enrico dichiarò l'indipendenza del Portogallo, mentre era in atto una guerra tra il regno del Leon e il regno di Castiglia. Enrico morì senza raggiungere i suoi scopi. Suo figlio, Alfonso Henriques prese il controllo del paese. La città di Braga, non ufficialmente centro della cattolicità della penisola iberica, si trovò a competere con altre regioni. I nobili delle città di Coimbra e di Porto, insieme al clero di Braga chiesero l'indipendenza del paese.
Il Portogallo traccia le sue origini il 24 giugno 1128 con la Battaglia di São Mamede. Alfonso si dichiarò Principe del Portogallo e nel 1139 primo Re del Portogallo. Nel 1143, con l'assistenza di un rappresentante della Santa Sede alla conferenza di Zamora, al Portogallo venne riconosciuta l'indipendenza, con il principe intitolato come Dux Portucalensis. Nel 1179 Afonso I venne riconosciuto Re dal Papa. Dopo la battaglia di São Mamede, la prima capitale del Portogallo fu Guimarães. Successivamente la capitale divenne Coimbra.
Tra il 1249 e il 1250 venne riconquistato dai mori l'Algarve. Nel 1255 la capitale passò a Lisbona.
I confini del Portogallo rimasero stabili per lungo tempo. Il Trattato di Windsor del 1386 creò un'alleanza tra Portogallo e Inghilterra che rimase fino ai nostri giorni. Le principali attività economiche erano la pesca e il commercio d'oltremare. Grazie all'interesse di Enrico il Navigatore per le esplorazioni, oltre ad alcuni miglioramenti tecnologici nella navigazione, fecero sì che l'espansione portoghese diventasse possibile.

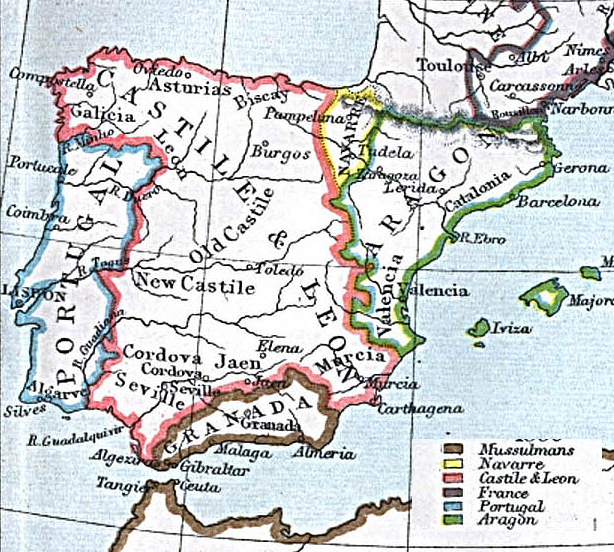
Mappa politica della Penisola iberica nel 1360.
Il Portogallo aveva già raggiunto quei confini (molto simili a quelli odierni) da oltre cento anni.

## Storia moderna

### Età delle scoperte e impero portoghese
Tra il Quattrocento e il Cinquecento, il Portogallo fu una grande potenza al pari dell'Inghilterra, della Francia e della Spagna in termini di forza politica economica e culturale, che sviluppò una significativa politica di espansionismo extraeuropeo, grazie a una potente talassocrazia.
Il 25 luglio 1415 marcò l'inizio dell'impero portoghese, quando l'armada portoghese partì per conquistare Ceuta, con re Giovanni I e i figli, il principe Duarte, il principe Pedro, il principe Enrico, poi detto "il navigatore", e il principe Alfonso, e il leggendario eroe portoghese Nuno Álvares Pereira. Il 21 agosto dello stesso anno arrivò la conquista della città nordafricana.
Nel 1418 due capitani del principe Enrico, João Gonçalves Zarco e Tristão Teixeira, arrivarono in un'isola che chiamarono Porto Santo. Nel 1419 Zarco sbarcò nell'isola di Madera. Tra il 1427 e il 1431 la maggior parte delle isole Azzorre era già stata scoperta.
Nel 1434 Gil Eanes superò il Capo Bojador, a sud dell'attuale Marocco. Questo viaggio segnò l'inizio delle esplorazioni portoghesi in Africa. Prima di questa impresa, scarse erano le conoscenze europee sull'Africa nordoccidentale. Chi in precedenza aveva tentato di avventurarsi in quei luoghi venne disperso; ciò contribuì alla nascita di leggende sull'esistenza di mostri marini. Tuttavia c'erano stati ancora dei regressi ad esempio quando nel 1436 il Papa riconobbe il possesso delle Isole Canarie ai castigliani, mentre in precedenza erano state riconosciute ai portoghesi. Nel 1438, in una spedizione a Tangeri, i portoghesi vennero battuti.
Ciononostante i portoghesi non abbandonarono i loro sforzi nelle esplorazioni. Nel 1448 in una piccola isola chiamata Arguim al largo della costa della Mauritania, venne costruito un castello, in modo che fungesse da emporio commerciale per le mercanzie provenienti dall'Africa. Qualche anno prima era anche arrivato il primo oro dall'Africa aggirando le carovane arabe che attraversavano il Sahara. In seguito le caravelle portoghesi esplorarono il Golfo di Guinea, arrivando a scoprire isole che all'epoca erano disabitate: Capo Verde, São Tomé, Ferndando Poo, Principe e Annobón. Nel 1471 i portoghesi riuscirono a conquistare Tangeri, dopo anni di tentativi falliti. Undici anni dopo, nel Golfo di Guinea, venne eretta la fortezza di São Jorge da Mina. Nel 1483 Diogo Cão esplorò il bacino del fiume Congo.
Un notevole successo fu il raggiungimento del Capo di Buona Speranza grazie a Bartolomeo Diaz nel 1487. La ricchezza dell'India divenne così accessibile. Nel 1489 il re di Bemobi diede il suo regno al re portoghese e si fece cristiano.
Nel 1484 il Portogallo rifiutò invece l'idea di Cristoforo Colombo di raggiungere l'India, perché questa proposta sembrava irragionevole. Dopo il primo viaggio di Colombo, nel 1492, la Castiglia e il Portogallo firmarono il Trattato di Tordesillas, con il quale, lungo il meridiano a 370 leghe, circa 1700 chilometri, da Capo Verde, il mondo spartito tra le due potenze iberiche: a est apparteneva ai portoghesi, ad ovest ai castigliani.
In quegli anni Pêro de Barcelos e Joâo Fernandes Lavrador esplorarono il Nord America. Allo stesso tempo Pêro da Covilhã arrivò, via terra, in Etiopia. Vasco da Gama salpò per l'India e arrivò a Calcutta il 20 maggio 1498, ritornando trionfalmente in Portogallo l'anno successivo. A Lisbona venne costruito il Monastero dos Jerónimos, dedicato alla scoperta della via per l'India. Nel 1500 Pedro Álvares Cabral vide le coste del Brasile. Dieci anni dopo Alfonso de Albuquerque conquistò Goa.
Joâo da Nova scoprì l'isola di Ascensión nel 1501 e l'Isola di Sant'Elena nel 1502. Nel 1506 Tristão da Cunha avvistò l'arcipelago che prende ancora il suo nome. Intanto nell'Africa orientale alcuni stati islamici o furono conquistati dai portoghesi o ne diventarono alleati.
Alla fine del Quattrocento, il Portogallo espulse alcuni ebrei locali, insieme a quei rifugiati che arrivavano dalla Castiglia e dall'Aragona dopo il 1492. Inoltre molti ebrei furono obbligati a convertirsi al Cristianesimo, ma molti praticarono la loro religione in segreto. Nel 1506 tremila "nuovi cristiani" vennero massacrati a Lisbona.
I due milioni di portoghesi comandavano un vasto impero con diversi milioni di abitanti in America, Africa e Asia. Dopo il 1514 i portoghesi raggiunsero la Cina e il Giappone. Nell'Oceano Indiano una delle navi di Cabral scoprì il Madagascar, che fu in parte esplorato da Tristão da Cunha. Nel 1507 venne scoperta Mauritius. Nel 1506 venne conquistata Socotra. Intanto Lourenço de Almeida raggiunse Ceylon.
Nel Mar Rosso, Massaua era il punto più settentrionale frequentato dai portoghesi fino al 1541, quando una flotta comandata da Estevão da Gama penetrò fino a Suez. Hormuz, nel Golfo Persico, fu assediata da Alfonso de Albuquerque nel 1515, il quale riuscì ad entrare in relazioni diplomatiche con la Persia. Nel 1521 una forza navale sotto Antonio Correia riuscì a conquistare Bahrein, inaugurando così un periodo di dominio portoghese nel Golfo Persico durato un'ottantina di anni.
Nella terraferma asiatica, il primo emporio commerciale fu fondato da Pedro Álvares Cabral a Cochin e a Calcutta nel 1501; più importanti furono le conquiste di Goa (1510) e Malacca (1511), e l'acquisizione di Diu (1535). A est di Malacca, Albuquerque mandò nel 1511 Duarte Fernandes come inviato in Siam e inviò due spedizioni nelle Molucche (1512 e 1514) che fondarono il dominio portoghese nell'arcipelago malese. Fernão Pires de Andrade giunse a Canton nel 1517 ed aprì il commercio con la Cina, dove nel 1557 ai portoghesi fu concesso di insediarsi a Macao. Casualmente nel 1542 tre mercanti portoghesi riuscirono ad arrivare in Giappone. Nel 1522 una delle navi di Ferdinando Magellano riuscì a circumnavigare il globo.

### Crisi del 1580, Unione iberica e declino dell'impero

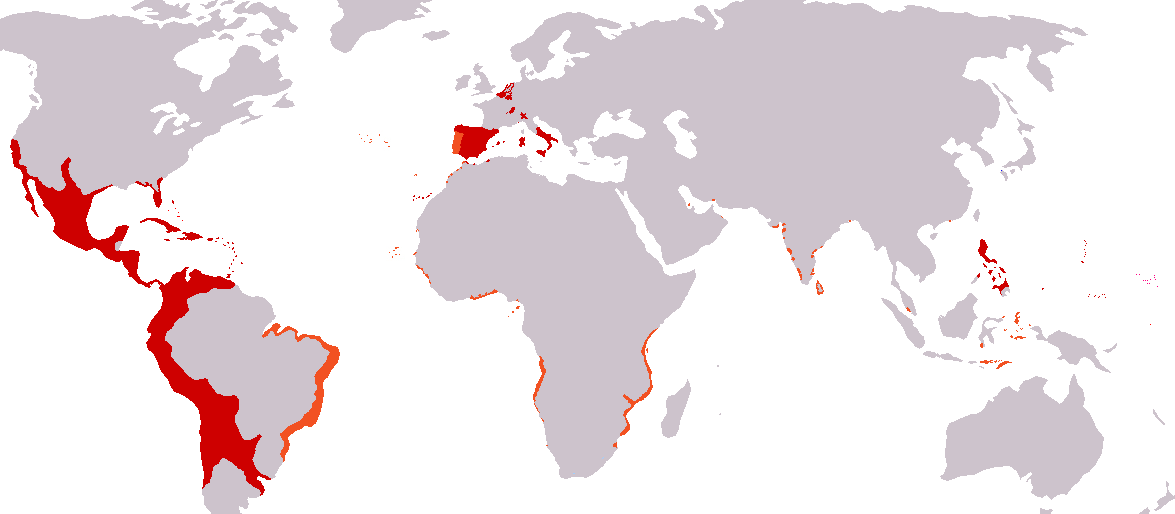
Mappa dell'Impero Ispano-Portoghese all'epoca dell'Unione iberica (1581–1640). In rosso scuro i territori spagnoli, in rosso-arancio quelli portoghesi

Nel 1578 il giovane re Sebastiano morì in battaglia senza lasciare eredi (il corpo non venne trovato), provocando una crisi dinastica. Divenne re il prozio di Sebastiano, il cardinale Enrico, ma morì due anni dopo. Il Portogallo fu preoccupato della sua indipendenza e cercò aiuto per trovare un nuovo re. Filippo II di Spagna per parte di madre era nipote di re Manuele I del Portogallo e su queste basi rivendicò il titolo di re del Portogallo. Venne opposto ad Antonio, il priore di Crato, il quale era figlio illegittimo di uno dei figli di Manuele I. Così dopo la morte del cardinale Enrico, la Spagna invase il Portogallo e Filippo d'Asburgo divenne re del Portogallo nel 1580. Da quel momento gli imperi di Spagna e Portogallo furono sotto lo stesso monarca. Tuttavia non finiva la resistenza al dominio spagnolo, perché Antonio, il priore di Crato si rifugiò nelle Azzorre e tentò ancora di recuperare il regno. Intanto entravano nella scena alcuni impostori, i quali rivendicavano di essere Sebastiano.
Dopo il Cinquecento il Portogallo vide la sua ricchezza decrescere e, benché fosse ufficialmente uno Stato autonomo, il paese fu sotto il comando di un monarca castigliano dal 1580 al 1640. Le colonie portoghesi furono attaccate dagli avversari della Castiglia, in modo particolare gli inglesi e gli olandesi, i quali aspiravano a controllare sia il mercato degli schiavi nell'Atlantico sia il commercio delle spezie in oriente.
L'unione delle due corone privò il Portogallo della possibilità di perseguire una politica estera autonoma, così i nemici della Spagna divennero i nemici del Portogallo. L'Inghilterra era un alleato del Portogallo fin dal Trattato di Windsor del 1386. La guerra tra Spagna e Inghilterra portò a un deterioramento dei rapporti con il vecchio alleato, nonché la perdita di Hormuz. La guerra tra Portogallo e Province Unite, portò alla perdita di molte colonie e molti interessi commerciali in Asia, Africa e America.
L'intrusione olandese in Brasile fu lunga e fastidiosa per il Portogallo. Le Province Unite conquistarono una larga fetta della costa brasiliana, mentre i pirati olandesi saccheggiavano pesantemente le navi portoghesi, sia nell'Oceano Atlantico sia nell'Oceano Indiano. Nel 1625 iniziò la controffensiva ispano-portoghese, anche se queste operazioni furono infruttuose. Dopo la dissoluzione dell'Unione iberica, avvenuta nel 1640 i portoghesi riuscirono a recuperare in parte i territori perduti in precedenza, tra cui la costa brasiliana.

### Guerra di restaurazione e fine dell'Unione iberica
Con i primi due re castigliani, la vita in Portogallo era tranquilla; infatti mantennero lo status di autonomia del Portogallo, diedero posizioni eccellenti ai nobili portoghesi nella corte castigliana. Venne addirittura proposto di trasferire la capitale a Lisbona. In seguito Filippo IV di Spagna tentò di fare del Portogallo, come per la Catalogna, una provincia castigliana, così i nobili portoghesi persero le posizioni di privilegio. Per causa di questo, nonché all'esaurimento delle finanze statali in un periodo di forte conflittualità internazionale (guerra dei trent'anni), il 1º dicembre 1640, il Duca di Braganza, discendente di re Manuele I, venne proclamato re con il nome di Giovanni IV. Iniziò la guerra d'indipendenza contro la Spagna. Nonostante il Portogallo avesse già un'indipendenza de facto nel 1640, gli spagnoli continuarono a tentare di riprendere il comando per ancora altri 28 anni, fino a che non accettarono la definitiva indipendenza portoghese solo nel 1668.

### Dalla Restaurazione all'Età Pombalina

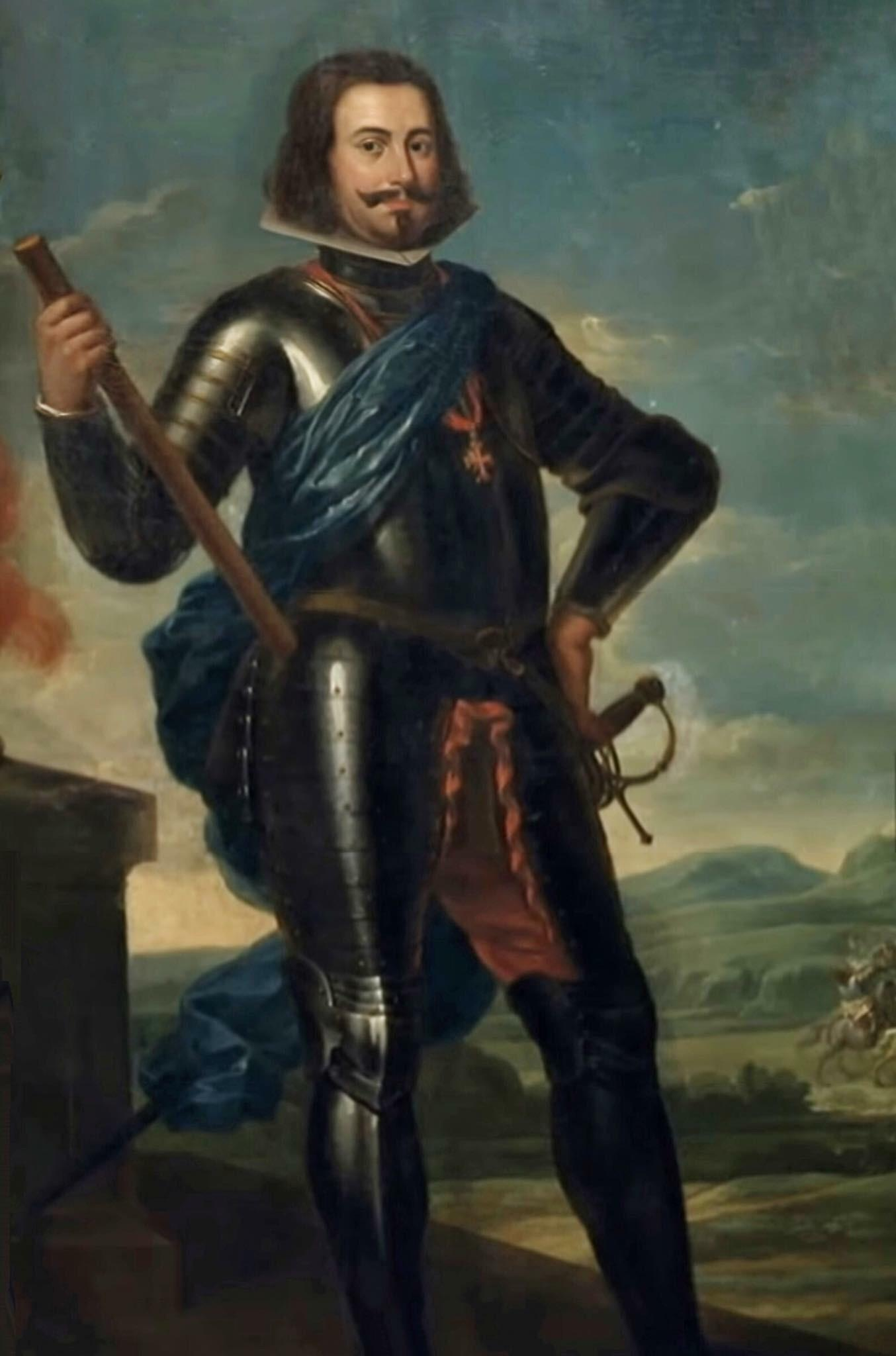
Giovanni IV del Portogallo

A cavallo del Seicento e del Settecento iniziò lo sfruttamento minerario del Brasile, e molti portoghesi vi emigrarono. Nel 1703 venne firmato il trattato di Methuen, con il quale il peso internazionale del Portogallo veniva ridotto a favore di quello dell'Inghilterra, la quale cercava di espandere la propria influenza anche nella penisola iberica. Nel 1709 Giovanni V proibì l'emigrazione, perché il Portogallo stava perdendo una grande quantità di popolazione. Il Brasile fu elevato alla dignità di "viceregno".
Nel 1738, Sebastião de Melo, più noto come Marchese di Pombal, figlio di un nobiluomo di campagna, iniziò la carriera diplomatica come ambasciatore del re del Portogallo, dapprima a Londra, in seguito a Vienna. La regina consorte, l'arciduchessa Anna Maria d'Austria, fu l'amante di Melo. Dopo la morte della prima moglie di Melo, la regina riuscì a combinare un matrimonio tra Melo e la figlia del Feldmaresciallo Leopoldo Giuseppe, conte di Daun. Re Giovanni V non fu contento di questo e richiamò Melo in patria nel 1749. Giovanni V morì l'anno successivo e così suo figlio, Giuseppe I venne incoronato. Diversamente dal padre, Giuseppe fu più disponibile verso Melo, e con l'approvazione della regina madre, lo nominò ministro degli esteri. Quando la fiducia del re su Melo aumentò, quest'ultimo guadagnò sempre più poteri.
Nel 1755 Sebastião de Melo venne nominato Primo ministro. Impressionato dalla potenza economica della Gran Bretagna, di cui fu testimone nel periodo in cui era ambasciatore a Londra, Sebastião de Melo diede avvio ad alcune politiche economiche simili in Portogallo. Abolì lo schiavismo in Portogallo e nelle colonie dell'India, ma non in Brasile, riorganizzò l'esercito e la marina, ristrutturò l'Università di Coimbra e pose fine alle discriminazioni verso i culti cristiani non cattolici.
Inoltre Sebastião de Melo creò corporazioni per regolare ogni attività economica. Demarcò la regione produttiva di Porto per assicurare la qualità del vino: questo fu il primo tentativo di controllare la qualità vinicola in Europa. Comandò la società portoghese con il pugno di ferro, imponendo leggi restrittive su tutte le classi sociali, dall'alta nobiltà ai ceti più umili, con l'estesa revisione del sistema di tassazione. Queste riforme portarono a Sebastião de Melo molti nemici, specie nell'alta nobiltà.

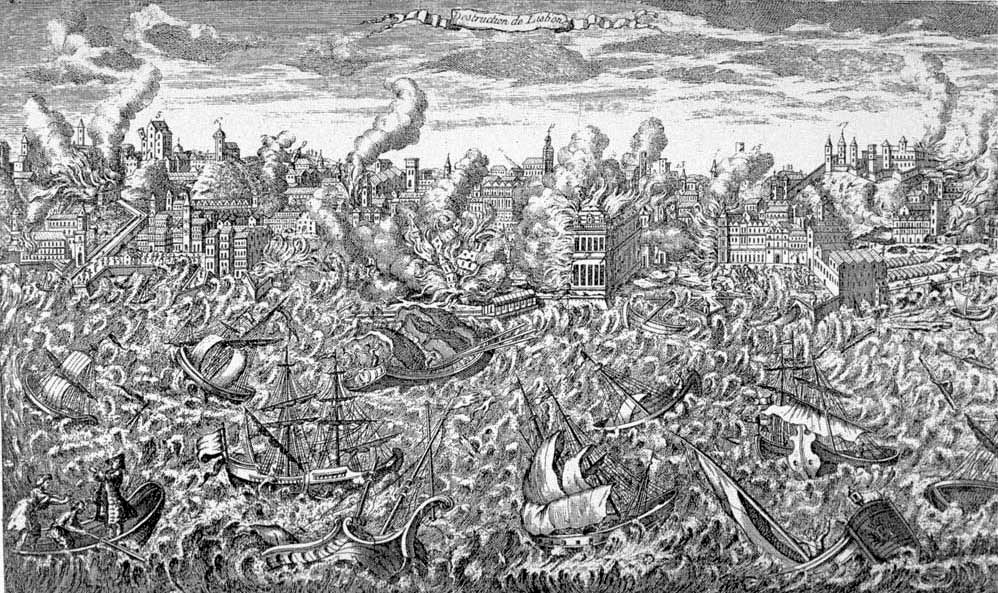
Disegno raffigurante il terremoto di Lisbona: si nota la presenza di uno tsunami ed il divamparsi delle fiamme

Il 1º novembre 1755 Lisbona venne gravemente devastata da un terremoto di magnitudo 9. La città venne rasa al suolo dal terremoto e dal conseguente tsunami. Dopodiché divampò anche un incendio. Sebastião de Melo fortunatamente riuscì a sopravvivere al disastro e immediatamente si impegnò a ricostruire la città.
Nonostante la calamità, a Lisbona non scoppiò alcuna epidemia e in meno di un anno la città venne ricostruita. Il nuovo centro della città di Lisbona venne costruito per resistere ad altri terremoti. De Melo diede contributi importanti allo studio della sismologia.
Dopo il terremoto, re Giuseppe I diede ulteriori poteri al suo Primo ministro, così Sebastião de Melo stava diventando un potente dittatore. Con la crescita dei suoi poteri, i suoi nemici personali aumentarono di numero e le liti con l'alta nobiltà diventarono sempre più frequenti. Nel 1758 il re venne ferito in un attentato. La famiglia Tavora e il Duca di Aveiro erano implicati nel complotto, vennero giustiziati dopo un processo veloce. Intanto i Gesuiti vennero espulsi dal Portogallo e le loro proprietà furono confiscate. Sebastião de Melo non dimostrava nessuna misericordia e arrivò a perseguire ogni persona, compresi anche le donne e i bambini. Questo fu il colpo che ruppe lo strapotere dell'aristocrazia e che assicurò la vittoria del Primo Ministro contro i suoi nemici. Dopo la rapida risoluzione, nel 1759 Giuseppe I intitolò il suo ministro come "conte di Oeiras".
Dopo aver liquidato l'affare Tavora, il nuovo conte di Oeiras non conobbe più oppositori, diventando "Marchese di Pombal" nel 1770 e restando al comando del Portogallo fino alla morte di Giuseppe I, avvenuta nel 1779. Con l'ascesa di Maria I del Portogallo, Pombal perse la sua influenza.

## Storia contemporanea

### Crisi del XIX secolo
Nel 1807 il Portogallo si rifiutò di aderire al Blocco continentale, il sistema di embargo commerciale attuato da Napoleone Bonaparte contro il Regno Unito. Così i francesi invasero il Portogallo e già l'8 dicembre 1807 Lisbona capitolava. Dopo l'intervento britannico nella penisola iberica, venne restaurata l'indipendenza portoghese. Le ultime truppe francesi vennero espulse nel 1812. In questo periodo il Portogallo perse, a favore della Spagna, la città di Olivenza. Rio de Janeiro fu la capitale portoghese dal 1808 al 1821. Nel 1820 a Porto e a Lisbona ci fu un'insurrezione costituzionalista. Poco dopo Lisbona riprese il suo status di capitale del Portogallo, mentre il Brasile diventò indipendente.
La morte di Giovanni VI, avvenuta nel 1826, portò a una crisi di successione monarchica. Il figlio maggiore di Giovanni VI, Pietro I del Brasile, per breve tempo divenne Pietro IV del Portogallo, ma né i portoghesi né i brasiliani vollero la riunificazione sotto la stessa corona, così Pietro fu costretto ad abdicare dal trono portoghese in favore della figlia di sette anni, Maria da Gloria a condizione che, raggiunta la maggiore età, questa si fosse sposata con lo zio (fratello del re) Michele. La disaffezione verso le riforme di Pietro portarono la fazione degli assolutisti, formata soprattutto da proprietari terrieri e dal clero, a proclamare Michele re del Portogallo nel 1828. Questa situazione di instabilità provocò le guerre liberali in Portogallo, nella quale Michele fu costretto ad abdicare e ad andare in esilio. Al posto di Michele, al trono salì la nipote Maria.
Dopo la sconfitta degli assolutisti, la politica portoghese dell'Ottocento fu marcata dalle idee liberali, sebbene non si raggiunse mai la tranquillità desiderata. I liberali portoghesi erano un gruppo eterogeneo e si divisero subito in due Raggruppamenti principali: moderati e progressisti. I primi furono denominati "cartisti" perché volevano imporre la costituzione del 1826, mentre i secondi furono chiamati "settembristi" perché volevano proporre la costituzione del 1821. La regina Maria era favorevole al gruppo cartista, consegnando il potere a Costa Cabral, il quale governò il paese in forma dittatoriale, generando molto scontento nel paese, per cui scoppiò una guerra civile e la regina fu costretta a chiamare al governo i settembristi.
Nel 1836 la Regina Maria si sposò con il principe Ferndinando II di Sassonia-Coburgo-Gotha-Kohary, della Dinastia di Wettin. Fu così fondata la Casa di Braganza-Sassonia-Coburgo-Gotha. Nel 1853 Maria morì dando alla luce il suo undicesimo figlio. Il successore di Maria doveva essere il figlio Pietro V, ma al momento della morte della madre era ancora minorenne, così il padre Ferdinando assunse la reggenza. Nel 1855 Pietro divenne maggiorenne e prese le redini del regno. Iniziò un lungo periodo di stabilità politica ed economica, sotto il regime della monarchia costituzionale. Nonostante la pace sociale, la modernizzazione economica fu molto più lenta in Portogallo rispetto agli altri paesi europei. Dopo la crisi politica del 1868-72 che coincise con il Sessennio democratico spagnolo, il sistema politico tornò alla stabilità e si sperimentò il modello della rotazione dei partiti detto "rotativismo", nel quale le due forze politiche principali, i conservatori e i progressisti, si alternavano al potere. Negli anni Ottanta fu concesso il diritto di voto a tutti i capifamiglia.
Nel 1890 il governo britannico fece un ultimatum al Portogallo, con il quale veniva obbligato a ritirare le forze militari nei territori africani tra il Mozambico e l'Angola. Questa zona, corrispondente agli attuali Zambia e Zimbabwe, veniva rivendicata dal Portogallo, ma ciò cozzava con i progetti britannici di creare un collegamento ferroviario tra il Cairo e Città del Capo. Questo incidente diplomatico portò a una serie di proteste, che provocarono la caduta del governo portoghese.

### Prima Repubblica portoghese
Il 5 ottobre 1910, con un colpo di Stato, venne deposto re Manuele II e venne instaurata la repubblica. La rivoluzione colpì in primo luogo la Chiesa cattolica, poiché le chiese vennero saccheggiate e i conventi furono attaccati. Inoltre furono presi di mira anche i religiosi, infatti il nuovo governo si preoccupò di inaugurare una politica di riforme di drastica limitazione del potere clericale. Il 10 ottobre il nuovo governo repubblicano decretò che tutti i conventi, tutti i monasteri e tutte le istituzioni religiose fossero soppresse: tutti i religiosi venivano espulsi dalla repubblica e i loro beni confiscati. I gesuiti furono costretti a rinunciare alla cittadinanza portoghese. Seguirono, in rapida successione, una serie di leggi progressiste: il 3 novembre venne legalizzato il divorzio. In seguito passarono leggi che legittimavano i figli nati fuori dal matrimonio, che autorizzavano la cremazione, che secolarizzavano i cimiteri, che sopprimevano l'insegnamento religioso a scuola e che proibivano di indossare l'abito talare. Inoltre al suono delle campane e ai periodi di adorazione furono poste alcune restrizioni e la celebrazione delle feste popolari fu soppressa. Il governo interferì anche nei seminari, riservandosi il diritto di nominare i professori e determinare i programmi. Questa lunga serie di leggi culminò nella legge di separazione fra Chiesa e Stato che fu approvata il 20 aprile 1911.
Nel 1911 venne approvata una costituzione repubblicana, con la quale veniva inaugurato il sistema parlamentare con poteri presidenziali ridotti e due camere parlamentari. Il regime repubblicano provocò importanti fratture nella società portoghese, soprattutto nella popolazione rurale, nei sindacati e nella Chiesa. Sebbene il Partito Repubblicano Portoghese, guidato da Afonso Costa, dovette sopportare la secessione degli elementi più conservatori, riuscì a preservare il suo dominio, grazie ai rapporti di clientela ereditati dalla monarchia. In vista di questa tattica, le opposizioni si videro costrette ad usare la violenza per raccogliere i frutti del potere.
Nel frattempo, in Europa, scoppiava la prima guerra mondiale. Il PRP vide nello scoppio della guerra come un'opportunità per raggiungere molti obiettivi: portare a termine le minacce di una possibile invasione spagnola nel Portogallo e dell'occupazione delle sue colonie africane da parte delle altre potenze coloniali. Inoltre si voleva creare un forte consenso popolare sul regime e sul partito stesso. Questi obiettivi non furono raggiunti, poiché mancò il consenso popolare alla partecipazione alla Grande Guerra. La partecipazione al conflitto da parte del Portogallo restò marginale, mentre le fratture nella politica interna si intensificarono, portando così alla nascita di due dittature nel volgere di pochi anni, la prima del Generale Joaquim Pimenta de Castro nel 1915, la seconda di Sidónio Pais nel 1917-18.
Il vuoto di potere che si creò a seguito dell'assassinio di Sidónio Pais, portò il paese a una breve guerra civile. La restaurazione della monarchia venne proclamata nel Portogallo settentrionale il 19 gennaio 1919 e, quattro giorni dopo, scoppiò un'insurrezione monarchica a Lisbona. Un governo di coalizione, diretto da José Relvas, coordinò la lotta contro i monarchici con l'esercito e con civili armati. Dopo una serie di scontri, i monarchici furono definitivamente sconfitti il 13 febbraio 1919. Questa vittoria militare permise al PRP di ritornare al governo e di emergere trionfante alle elezioni tenute lo stesso anno.
Nell'agosto 1919 venne eletto il conservatore António José de Almeida, il quale usò il potere per sciogliere il parlamento. Le relazioni con la Santa Sede, riprese all'epoca di Sidónio Pais, furono mantenute. Il presidente usò i suoi poteri per risolvere una crisi di governo nel 1921. Nelle elezioni del 1921 fu vinta dal Partito Liberale, nato qualche anno prima dalla fusione degli "evoluzionisti" e degli "unionisti". Tuttavia il governo liberale non durò molto. Il 19 ottobre 1921 venne eseguito un pronunciamiento militare durante il quale un certo numero di figure conservatrici vennero uccise. Questo evento, detto la "notte di sangue", lasciò una profonda ferita nella pubblica opinione. Questo dimostrò anche che le istituzioni repubblicane erano fragili.
Un nuovo giro di consultazioni elettorali, tenutosi il 29 gennaio 1922, inaugurò un breve periodo di stabilità politica: il PRP ancora una volta ottenne la maggioranza. Tuttavia il malcontento non era sparito, poiché si susseguirono numerose accuse di corruzione. Inoltre i falliti tentativi di risolvere i problemi sociali logorarono visibilmente i maggiori leader del PRP. Allo stesso tempo, i partiti politici, il PRP soprattutto, soffrivano di gravi crisi interne. Tra il 1910 e il 1926 ci furono quarantacinque governi. Furono tentate molte formule per stabilizzare il sistema politico, come il governo monopartitico, la coalizione ed esecutivi presidenziali, ma nessuno di questi ebbe successo.
Alla metà degli anni venti la scena internazionale reazionaria favorì un'altra soluzione autoritaria (parimenti a quanto avvenne nell'Italia fascista e a quanto sarebbe a breve accaduto in Germania e Spagna). Con il colpo di Stato del 28 maggio 1926 venne posta fine alla Prima Repubblica. Al suo posto venne instaurata una dittatura. La rivoluzione conservatrice partì da Braga e poco dopo si propagò nelle altre città portoghesi. Il Generale Gomes da Costa marciò con 15.000 uomini in direzione di Lisbona, dove veniva acclamato dai suoi seguaci.

### Seconda Repubblica edEstado novo
Con il colpo di Stato del 28 maggio 1926 veniva instaurata la dittatura militare portoghese, che pose fine alla democrazia rappresentativa delineata dalla costituzione del Portogallo del 1911. Alla dittatura subentrò nel 1933 l'Estado Novo, delineato dalla nuova costituzione del 1933. In questa nuova compagine un ruolo di primo piano era ricoprto da António de Oliveira Salazar, il quale già aveva ricoperto l'incarico di ministro delle finanze in vari governi della dittatura militare. L'Estado Novo è stato variamente classificato come Stato parafascista o pseudo-fascista, con alcuni elementi che lo accomunano all'Italia fascista e alla Spagna franchista; altri storici e politologi lo definiscono invece come compiutamente fascista. Il Portogallo rimase neutrale durante la Seconda guerra mondiale, subendo passivamente l'occupazione giapponese delle colonie di Timor Est e Macao; concesse tuttavia agli Alleati l'uso della base aerea di Lajes nelle Azzorre nel 1943. Gli sforzi del Portogallo si concentrarono inoltre sul mantenimento della neutralità spagnola, ritenuta essenziale per tutelare la sovranità portoghese. In tale ottica si inquadra il Patto Iberico, firmato nel 1939 e rivisto nel 1940.
Nel dopoguerra il Portogallo si schierò su posizioni filo-occidentali e atlantiste, entrando nell'Organizzazione per la cooperazione e lo sviluppo economico (1948), nella NATO (1949), nell'Associazione europea di libero scambio (1960). Venne inoltre ammesso nel 1955 nell'Organizzazione delle Nazioni Unite. Come avvenne anche per la vicina Spagna alla fine del secondo conflitto mondiale, le potenze vincitrici non promossero nessun processo di democratizzazione, lasciando proseguire il regime dittatoriale monopartitico fino oltre la morte dello stesso Salazar. Il regime dovette affrontare a partire dal 1961 la questione della decolonizzazione. Nel 1961 il Portogallo non poté opporsi all'annessione indiana di Goa, possedimento portoghese da oltre quattro secoli. Movimenti d'indipendenza diventarono attivi anche nell'Africa portoghese, dando avvio alla guerra coloniale portoghese.
Tra il 25 e il 26 novembre del 1967 un'alluvione lampo interessò 14 comuni nell'area metropolitana di Lisbona. Le inondazioni conseguenti a quest'evento estremo causarono diverse centinaia di morti (circa 700 secondo alcune stime), lasciando diverse migliaia di persone prive di alloggio. L'alluvione del 1967 rappresentò la catastrofe naturale più grave avvenuta in Portogallo dal terremoto di Lisbona del 1755.
Nel 1968 Salazar ebbe un incidente domestico e diversi giorni dopo entrò in coma. Visto lo stato di incapacità in cui versava, il presidente Américo Tomás lo rimosse dal suo incarico di primo ministro, che occupava ininterrottamente dal 1932, sostituendolo con Marcello Caetano. Salazar sarebbe morto nel 1970. L'ascesa al potere di Caetano sembrava portare novità, tuttavia la guerra in Africa continuava, i prigionieri politici restavano incarcerati e la libertà di associazione non venne ripristinata. La censura venne solo allentata, mentre le elezioni erano ancora strettamente controllate. Il regime mantenne i suoi tratti caratteristici: censura, corporativismo e stato di polizia.

### Terza Repubblica
La rivoluzione dei garofani del 1974, un colpo di Stato militare di sinistra, instaurò la "Terza Repubblica". Vennero pianificate importanti riforme in senso democratico. Nel 1975 il Portogallo garantì l'indipendenza ai suoi territori africani. Più di un milione di afro-portoghesi, i cosiddetti retornados, lasciarono queste colonie. Nello stesso anno l'Indonesia invase e occupò Timor Est, prima che fosse garantita l'indipendenza. Intanto le ex colonie africane, in particolare l'Angola e il Mozambico furono interessate da guerre civili, che avrebbero avuto durata quasi trentennale. Nel 1999 Macao, grazie ad accordi presi con la Repubblica Popolare Cinese nel 1986, ritornò sotto la sovranità cinese. Nel 2002, sotto pressione internazionale, Timor Est ottenne l'indipendenza. Con gli eventi del 1975-76, arrivò la fine definitiva dell'impero portoghese, il quale ebbe una vita di oltre cinque secoli.
Nel 1986 il Portogallo aderì alla Comunità europea, abbandonando al contempo l'EFTA, e nel 1999 diventò membro della Zona euro. L'antico Impero Portoghese finì de facto nel 1999 con la cessione di Macao, e de jure nel 2002 con l'indipendenza di Timor Est.